# Embalse de Palombera
El embalse de Palombera se encuentra localizado en Herrerías, pertenece a la cuenca hidrográfica del Cantábrico, y represa las aguas del río Nansa.
La presa fue construida en el año 1953 y es de gravedad, proyectada por Saltos del Nansa. Tiene una superficie de 25 ha, y una capacidad de 1 hm³.